# Château de Bisceglie
Le château de Bisceglie a été construit à l'initiative du comte Pierre de Trani à partir du XIe siècle, à l' époque normande. Il est situé dans la municipalité de Bisceglie dans la province de Barletta-Andria-Trani dans les Pouilles,.

## Histoire

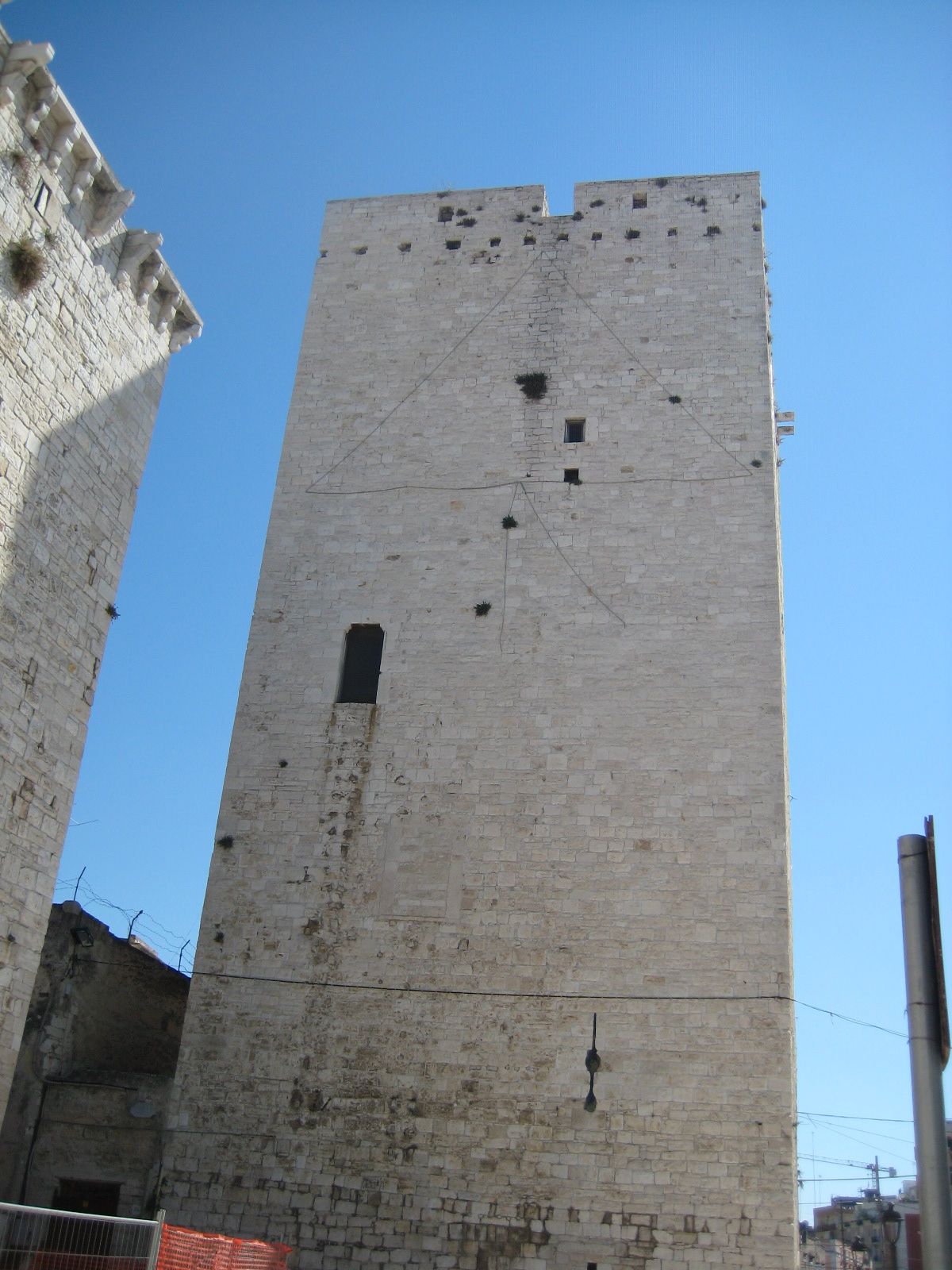
La tour maestra donjon.

La construction représente un complexe immobilier résultant de l’agrégation de bâtiments et d’espaces de différentes époques.
Par conséquent, les recherches historico-philologiques réalisées jusqu'à présent amènent à considérer les origines de la construction comme incertaines et controversées.
Selon certains chercheurs, le noyau le plus ancien remonterait au XIe siècle, sous la domination normande, et par volonté du comte Pierre de Trani, qui commença vers 1060 les travaux pour la construction de l'imposante tour appelée maestra, haute d'environ 24 m et placée à l'extrême droite du complexe militaire. Selon d'autres chercheurs, cependant, la structure du château a pris forme dans la première moitié du XIIIe siècle, à l'époque souabe, à proximité de la tour normande déjà existante.
En tout cas, les extraordinaires travaux d'agrandissement du château sont certainement angevins, comme en témoignent les armoiries de Charles Ier d'Anjou couronnant la porte d'accès de la tour ouest, et une inscription gravée sur l'anneau du portail.
À l'époque aragonaise, une vaste restauration ou plutôt une reconstruction du château suivit, qui fut soumise à des modifications pour une nouvelle fortification. Mais au fil du temps, en raison de son incapacité à résister aux assauts des armes à feu modernes, la structure a perdu sa fonction militaire principale et a été destinée à un usage civil. 

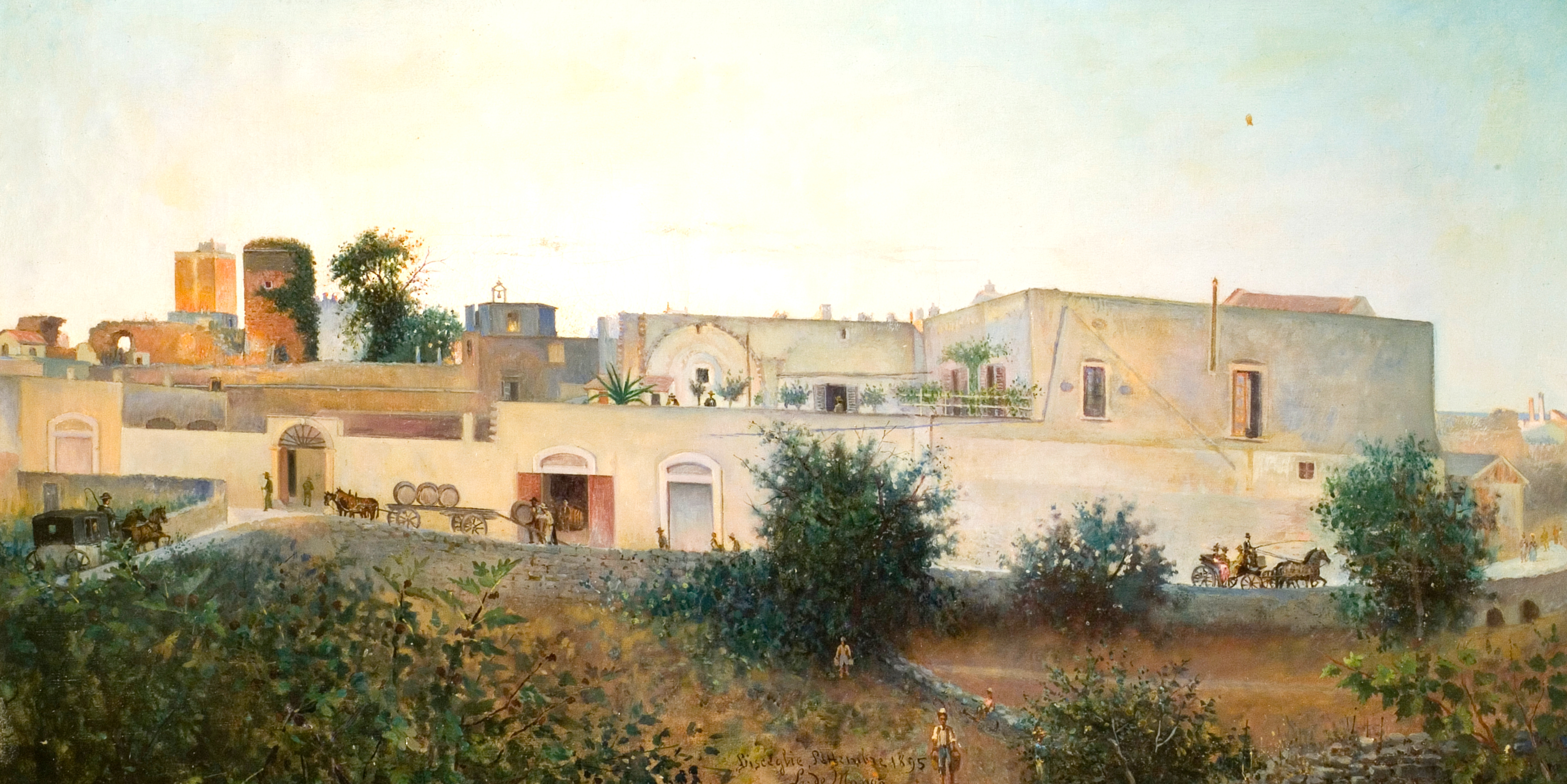
Les ruines antiques du château dans un tableau de Leonardo De Mango.

À partir de la fin du XVIIIe siècle, le château a subi une série de transformations et de modifications par des particuliers qui ont démoli les bâtiments entre la tour principale et la tour d'angle située près du bastion aragonais, pour construire les bâtiments actuels situés à l'angle entre Corso Umberto Ier et Via Porto.
Depuis le début du XXe siècle, quelques ateliers d'artisans du bois étaient installés à l'intérieur de la structure. La tour centrale des collecteurs d'impôts abritait la douane locale, tandis que la tour d'angle nord servait de four à pain au rez-de-chaussée, tandis que l'étage supérieur était transformé en habitations.
Également du côté nord, entre l'église du Purgatoire et le cimetière adjacent, un atelier d'ébéniste a été créé, qui a ajouté quelques ajouts, mais sans modifier la structure des murs. Ce qui reste du château a fait l'objet de travaux de restauration depuis 1982, interrompus à plusieurs reprises, et actuellement en cours.
Avec le début des travaux de restauration, conçus par la surintendance du patrimoine architectural et paysager des Pouilles, certains chercheurs locaux ont attiré l'attention sur le rôle que le château et la tour principale ont joué dans la ville et sur son territoire, ainsi que sur l'aspect culturel. potentiel que ce complexe peut offrir dans le futur.

## Description

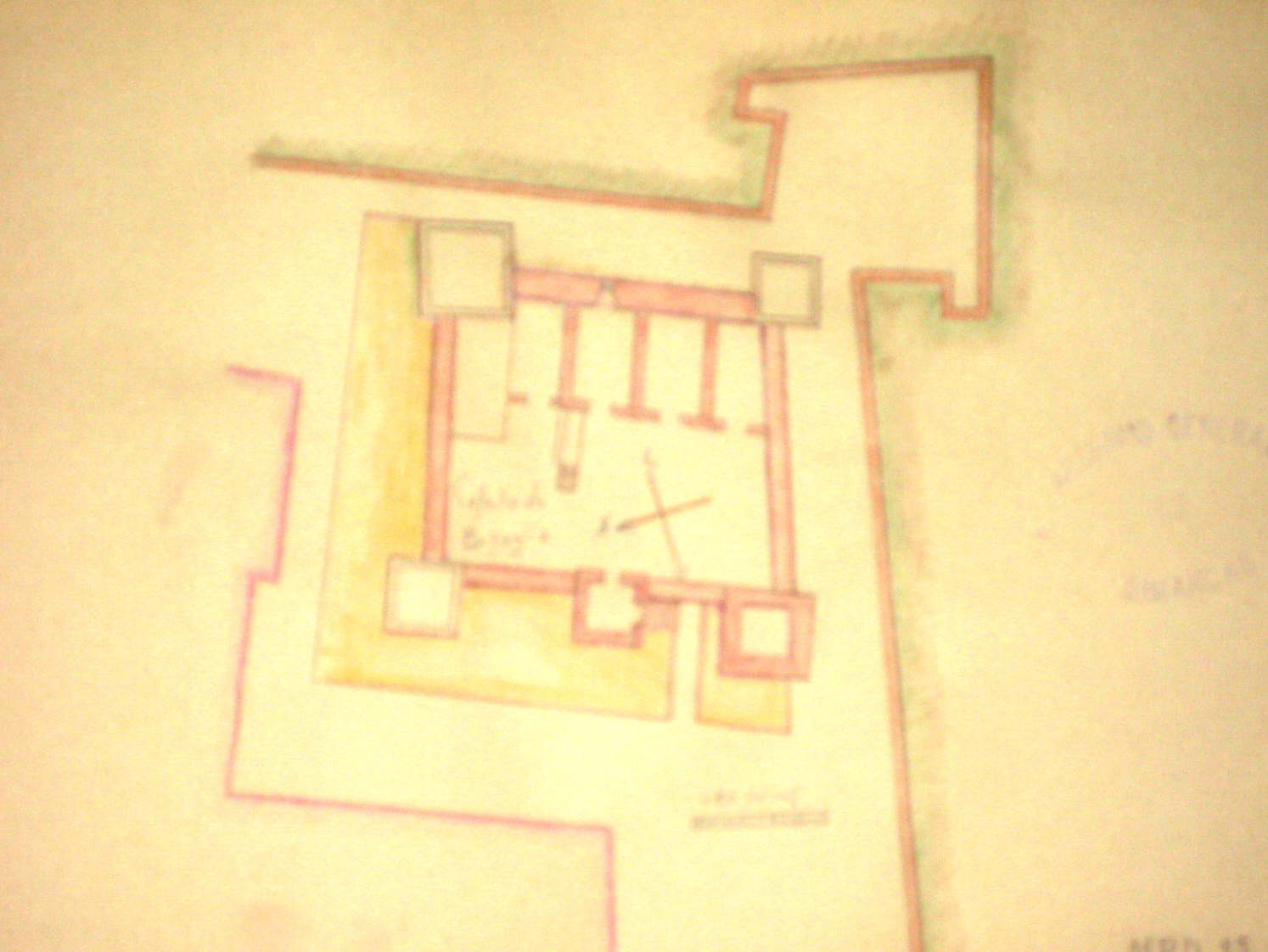
Plan du château au XVIe siècle.

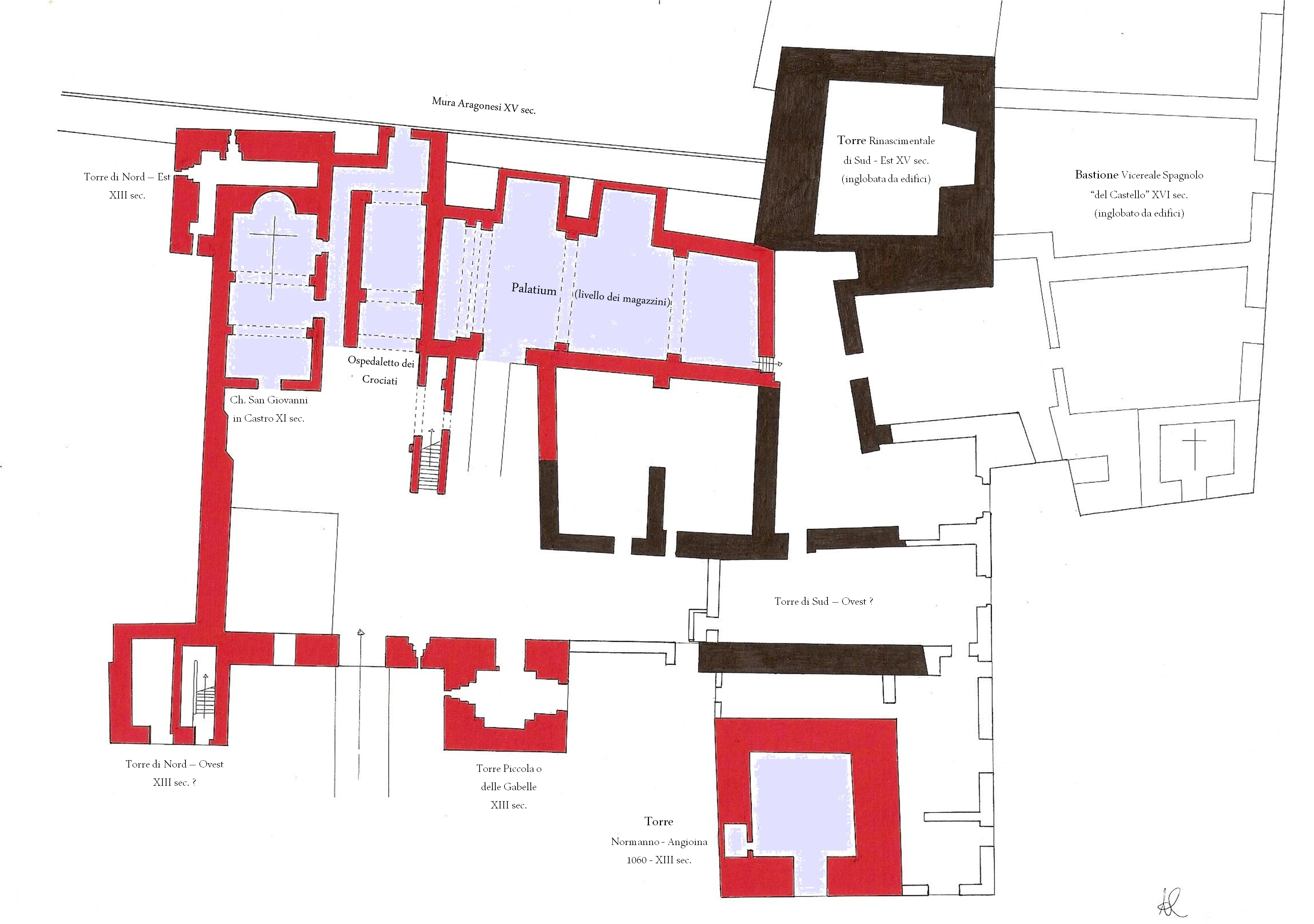
Plan du rez-de-chaussée.

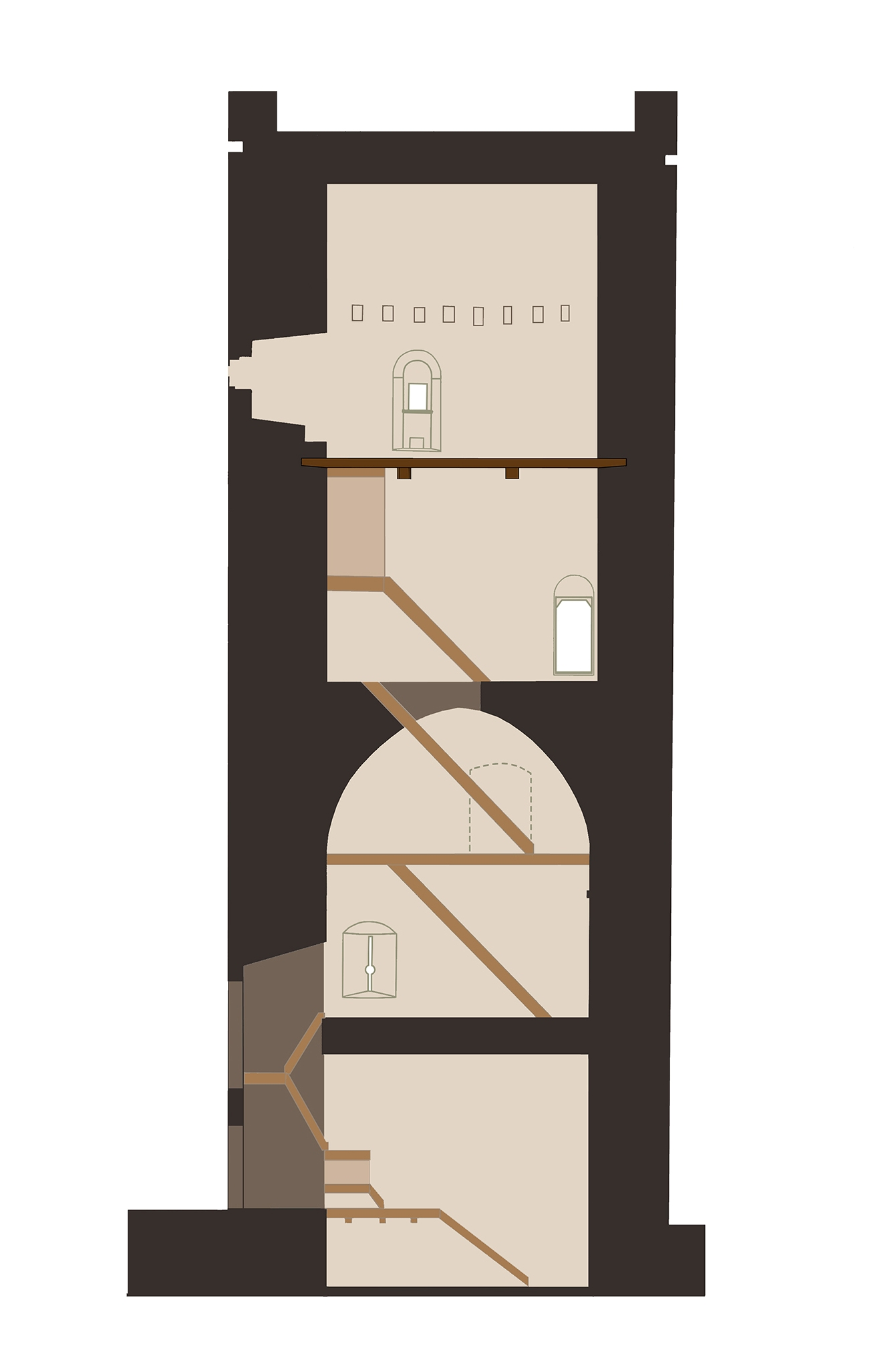
Plan de la tour maîtresse.

Le château a été construit sur un talus rocheux situé à proximité du noyau urbain le plus ancien de la ville de Bisceglie. Le témoignage le plus ancien de la structure militaire est donné par la tour normande, construite sur l'emplacement susmentionné au XIe siècle.
À partir du XVIIIe siècle, l'édifice défensif, en pierre calcaire locale, s'est développé sur un plan quadrangulaire, avec une cour intérieure, fortifiée par quatre tours carrées disposées aux angles, parmi lesquelles se trouvait l'imposante tour principale, et une tour disposée sur la courtine défensive à l'ouest à l'entrée, appelée tour des impôts.
Les côtés extérieurs est et sud donnaient sur les murailles de la ville et, à l'époque aragonaise, étaient en outre protégés par un étai défensif d'angle.
Les côtés extérieurs ouest et nord étaient entourés de douves qui isolaient la forteresse de la ville intra moenia.
L'entrée dans le château était autorisée via un pont-levis situé entre la tour des impôts et la tour principale.
Les tours et le mur extérieur étaient à l'origine traversés par des passerelles, traçables grâce à la présence de quelques encorbellements en pierre qui ont survécu au fil du temps. Dans la cour, le palatium, ancienne demeure du châtelain, développé sur deux niveaux, dont sont encore visibles la porte d'accès et les restes d'une fenêtre à croisée et en arc brisé située au rez-de-chaussée. Le château comprend la petite église de San Giovanni dans l'angle nord-est, caractérisée par une simple façade à pignon, avec un parement lisse et un portail en forme de lune, surmonté d'une fenêtre à une seule lancette. Les pentes du toit, encadrées d'arcs-boutants, se terminent par un clocher. La nef unique à voûte en berceau, terminée par une petite abside encastrée dans les murs d'enceinte, est couverte de rampes disposées en gradins.

## Galerie

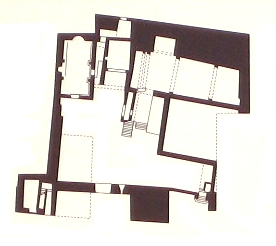
Plan du château après restauration.
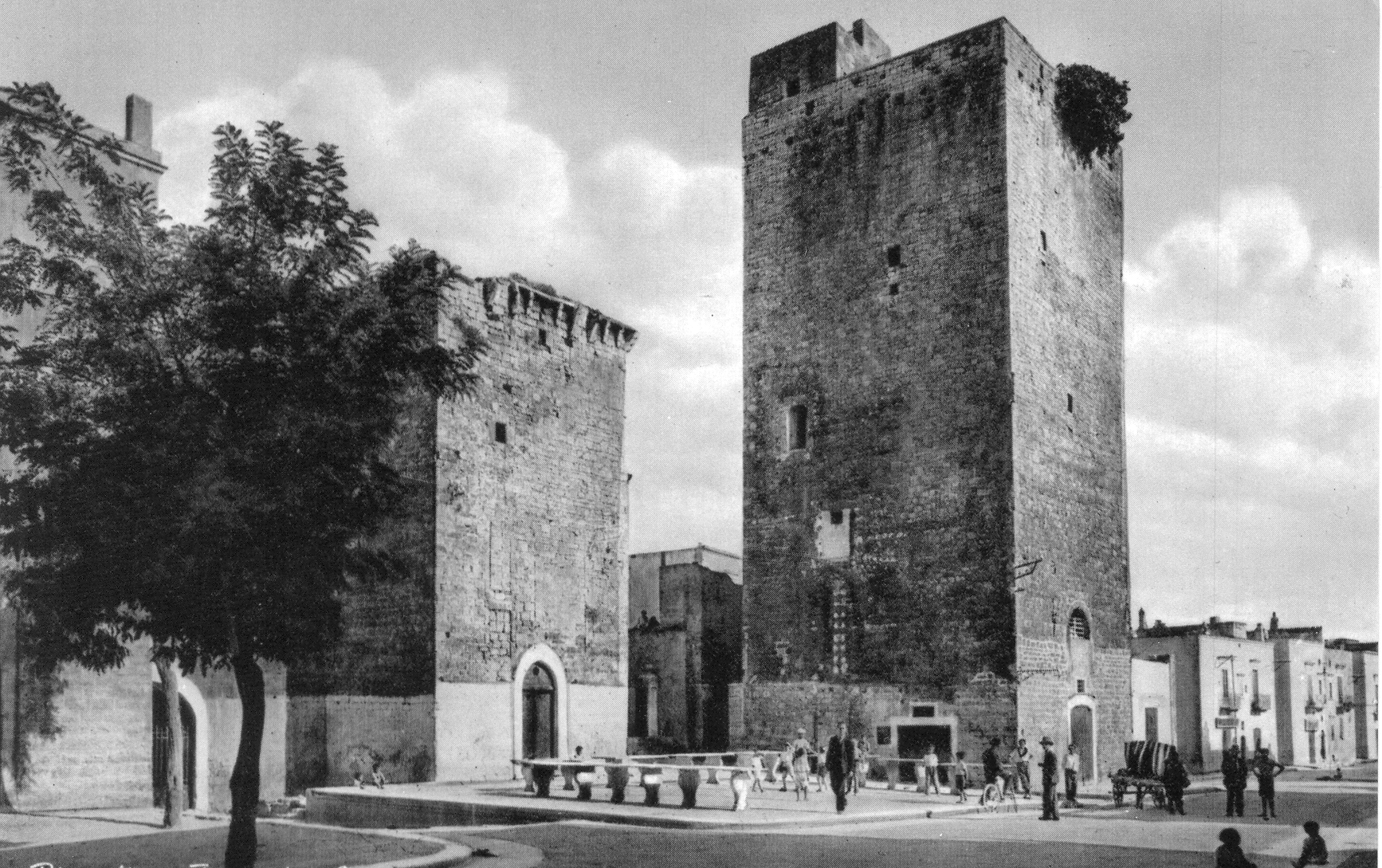
Le château sur une photo ancienne au début du XXe siècle.
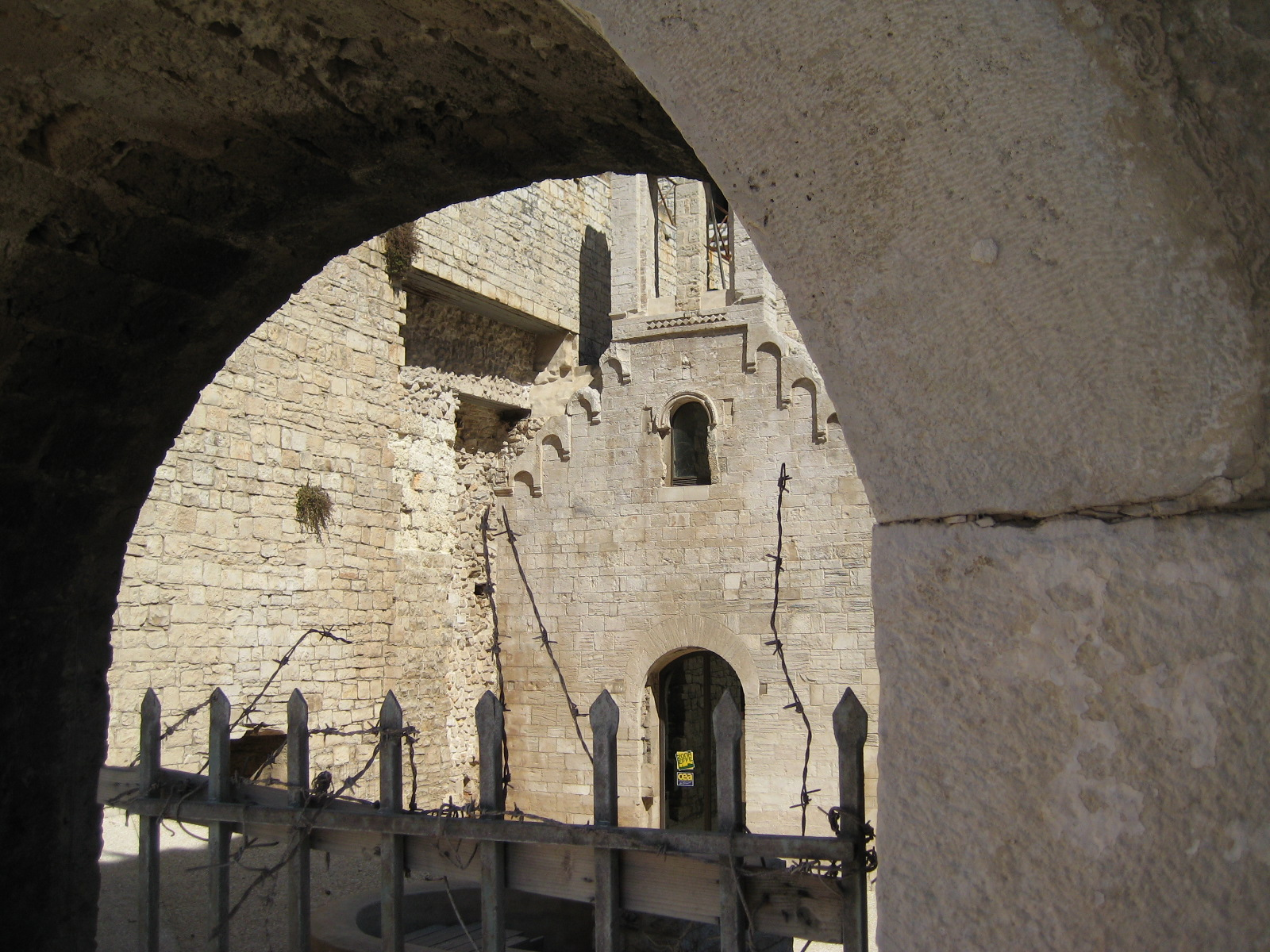
L'église de San Giovanni.
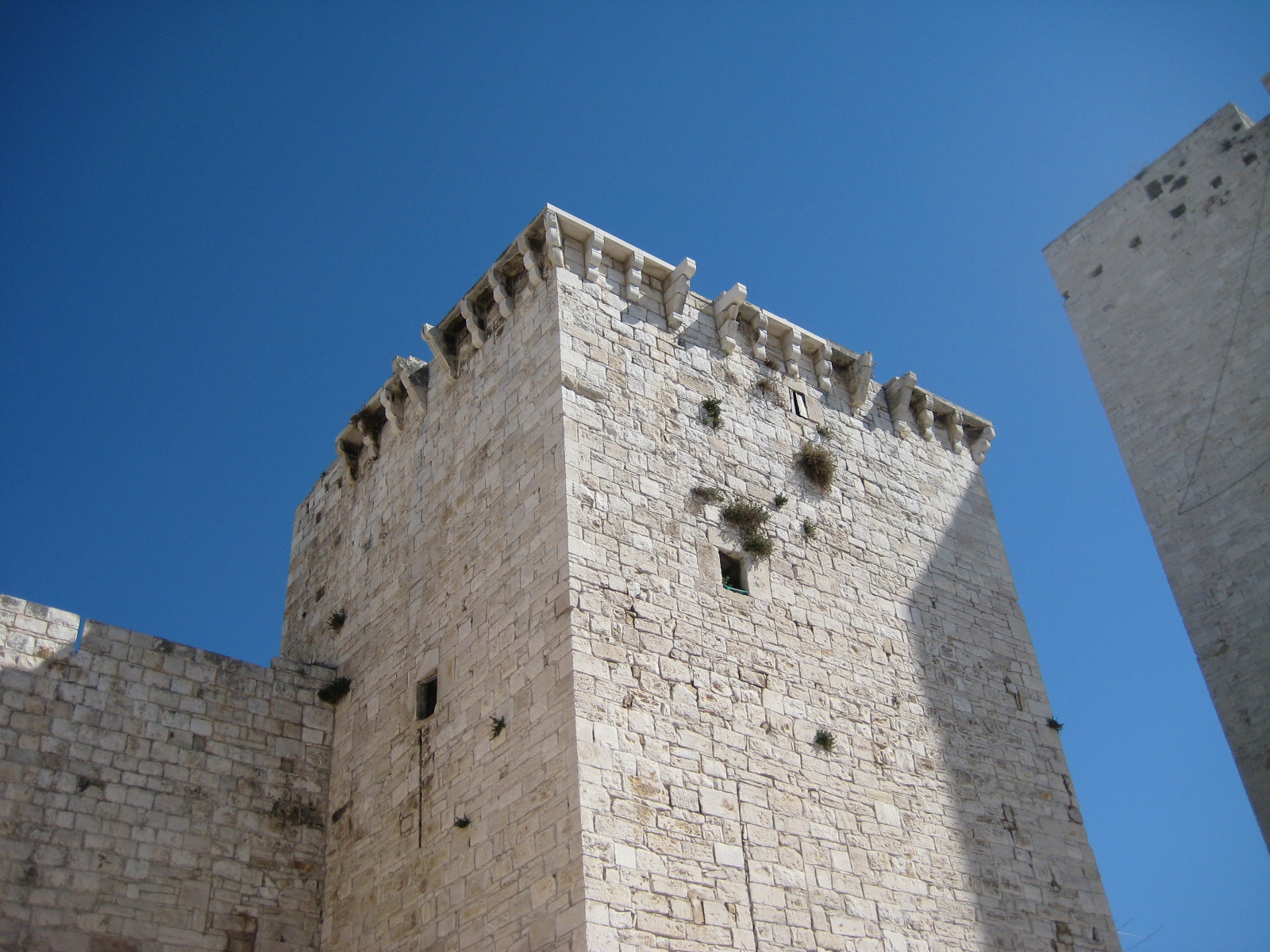
La tour des impôts.
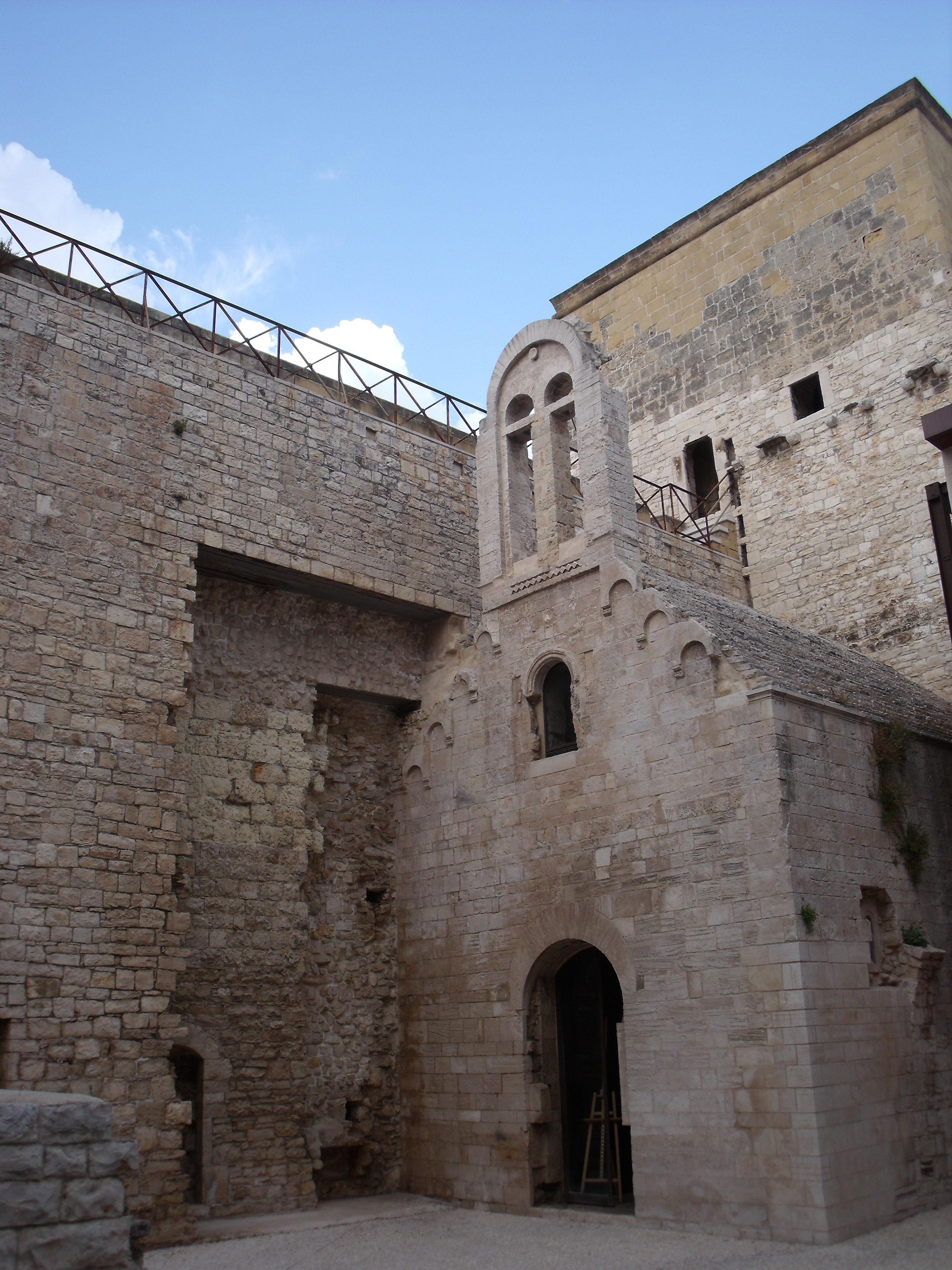
L'église San Giovanni et la tour nord-est.
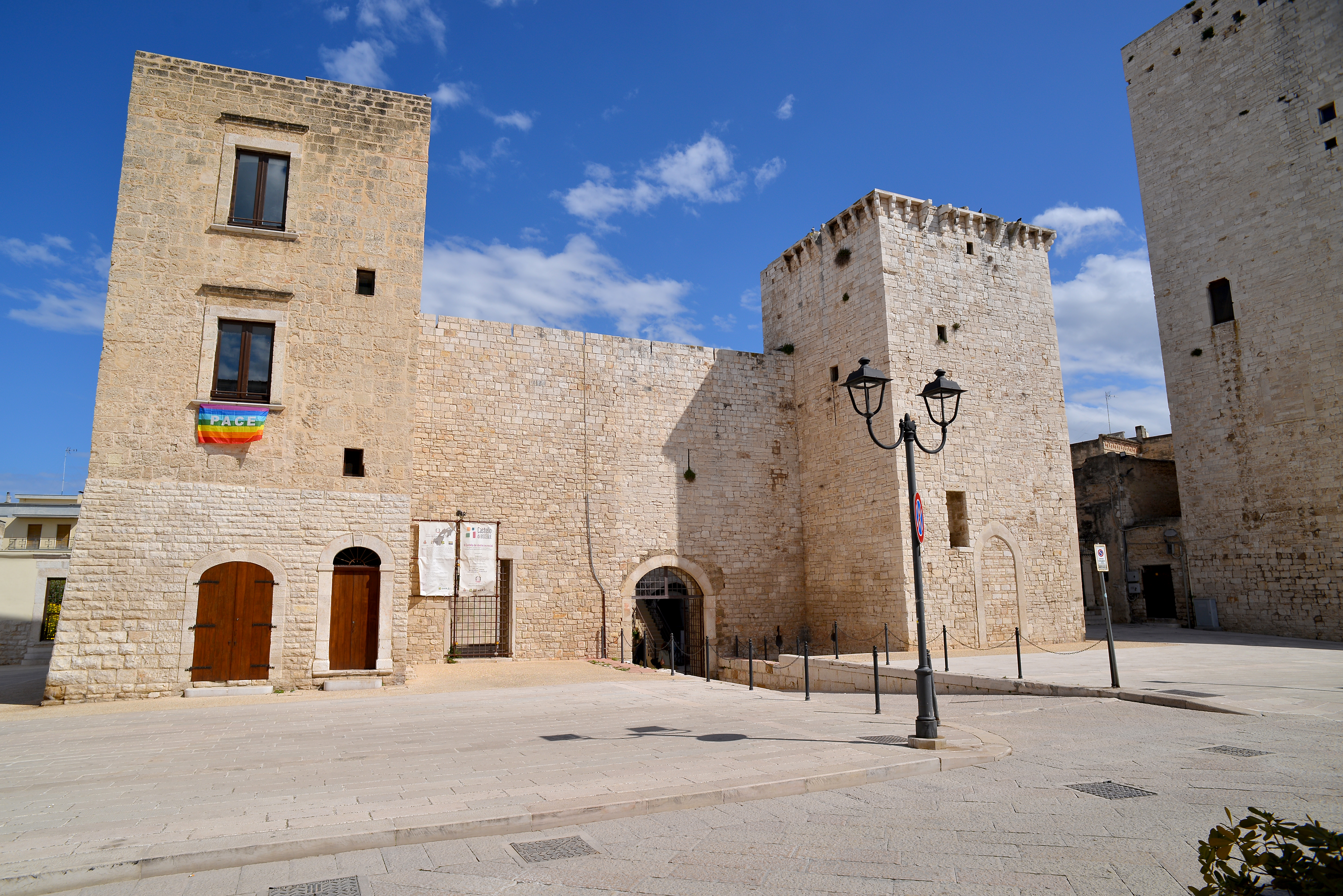
Vue de l'extérieur.